# Tanger-Tetuan

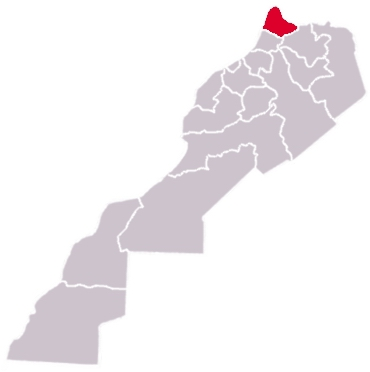
Region na mapie kraju

Tanger-Tetuan (arab. طنجة تطوان) to region w Maroku, w północnej części kraju graniczący z Hiszpanią. Region w 2004 roku był zamieszkany przez 2 470 372 mieszkańców na powierzchni 11 570 km². Stolicą regionu jest Tanger.
Region podzielony jest na 5 prowincji:
- Fahs Andżara
- Tanger-Asila
- Ouezzane
- Tetuan
- Szefszawan
- Al-Araisz